# Mario Manfredi (politico)
Mario Manfredi (Matera, 15 novembre 1943 – Bari, 10 gennaio 2025) è stato un politico italiano.

## Biografia
Docente di filosofia morale all'Università di Bari; è stato sindaco di Matera dal 1994 al 1998, a guida di una coalizione di centro-sinistra.